# 그라츠
그라츠(독일어: Graz)는 오스트리아에서 두 번째로 큰 도시로 슈타이어마르크주의 주도이다. 무어강과 접한 오랜 전통의 교육 도시로 여섯 개의 대학에 6만여명의 학생들이 재학 중이다.
그라츠의 구 시가지는 중부 유럽 안에서 가장 잘 보존된 도심 중 하나이다. 수 세기간 슬로베니아 사람들에게 그라츠는 정치적으로도 문화적으로도 그들의 수도인 류블랴나보다 중요한 곳이었다. 1999년 그라츠는 유네스코 세계유산으로 등재되었고 2003년에는 유럽 문화 수도로 선정되었다.

## 역사
현대 도시 그라츠의 땅에서 가장 오래된 정착지는 동기 시대로 거슬러 올라간다. 그러나 중세 시대 이전의 정착촌에 대한 역사적 연속성은 존재하지 않았다.
12세기 동안 바벤베르크 통치하의 공작들은 이 도시를 중요한 상업 중심지로 만들었다. 나중에 그라츠는 합스부르크 왕가의 지배를 받았고 1281년에는 루돌프 1세로부터 특별한 특권을 얻었다.
14세기에 그라츠는 합스부르크 가문의 내오스트리아 가계가 거주하는 도시가 되었다. 왕족은 슐로스베르크 성에서 살았고, 그곳에서 스티리아, 카린티아, 오늘날의 슬로베니아 대부분과 이탈리아 일부(카니올라, 고리치아, 그라디스카, 트리에스테)를 다스렸다.
16세기에 도시의 디자인과 계획은 주로 이탈리아 르네상스 건축가와 예술가에 의해 통제되었다. 이 양식을 대표하는 가장 유명한 건물 중 하나는 도메니코 델알리오가 설계하고, 지역 통치자가 정부 본부로 사용하는 란트하우스이다.
그라츠 대학은 1585년 카를 2세 대공이 설립한 도시에서 가장 오래된 대학이다. 그 존재의 대부분은 카톨릭 교회의 통제를 통제를 받았고, 1782년 요제프 2세가 단행한 교육 기관을 국가가 통제권을 얻으려는 시도로 폐쇄되었다. 요제프 2세는 공무원과 의료 인력을 훈련하는 리시움(lyceum)으로 변경했다. 1827년에 황제 프란츠 1세가 대학으로 재건시켰고, 카를-프란첸스 대학(Karl-Franzens Universität)으로 명명했다. 현재 30,000명 이상의 학생들이 이 대학에 재학 중이다.
천문학자 요하네스 케플러는 그라츠에 짧은 기간 체류했다. 그는 수학 교사로 일했고, 그라츠 대학에서 수학 교수로 재직했지만, 여전히 천문학을 공부할 시간을 찾았다. 루터교가 도시에서 금지되자, 그는 그라츠를 떠나 프라하로 향했다.
루트비히 볼츠만은 1869년부터 1890년까지 수리물리학 교수였다. 그 기간 동안 니콜라 테슬라는 1875년 폴리테크닉에서 전기공학을 공부했다.
노벨상 수상자 오토 뢰비는 1909년부터 1938년까지 그라츠 대학에서 가르쳤다. 1961년 노벨 문학상 수상자인 이보 안드리치는 그라츠 대학에서 박사 학위를 받았다. 에르빈 슈뢰딩거는 1936년에 잠시 그라츠 대학교의 총장이었다.
그라츠는 오늘날의 슈타이어마르크주의 분데스란트 중앙에 위치해 있다. 마르크(Mark)는 옛 독일어로 ‘넓은 지역을 방어선으로 사용하는 곳’을 의미하며, 그곳에서 농민들이 침략을 당할 경우 조직하고 싸우는 법을 배운다. 개방적이고 비옥한 무르 계곡(Mur )의 꼭대기에 전략적 위치를 가진 그라츠는 역사적으로 1481년 마티아스 코르비누스 휘하의 헝가리인, 1529년과 1532년의 오스만투르크인과 같은 침략자들의 표적이 되었다. 리거부르크성 외에도 슐로스베르크가 지역에서 오스만투르크에게 함락되지 않은 유일한 요새였다. 그라츠는 지방 병기창의 근거지로 중세 후기와 르네상스 시대의 무기에 대한 세계 최대의 역사적 컬렉션 장소이다. 1551년부터 보존되어 있으며, 30,000개 이상의 항목이 전시되어 있다.
15세기 초반부터 그라츠는 1619년 황제 페르디난트 2세에 의해 제국의 왕위를 계승한 합스부르크 왕가의 젊은 지부의 거주지였으나, 이후 수도를 비엔나로 옮겼다. 16세기 말에 슐로스베르크에 새로운 요새가 건설되었다. 1797년 나폴레옹의 군대가 그라츠를 점령했다. 1809년에 이 도시는 프랑스 군대의 또 다른 공격을 견뎌냈다. 프랑스의 공격을 받는 동안 요새의 지휘관은 약 3,000명의 나폴레옹의 군대에 맞서 약 900명의 병력으로 요새를 방어하라는 명령을 받았다. 그는 여덟 차례 공격으로부터 슐로스베르크를 성공적으로 방어했지만, 대군이 비엔나를 점령하고, 황제가 항복 명령을 내리자 포기할 수밖에 없었다. 나폴레옹군이 오스트리아를 패배시킨 후, 1809년 바그람 전투에서 같은 해 쇤브룬 조약에 규정된 대로 요새가 폭발물을 사용하여 파괴되었다. 대표적인 관광명소이자 그라츠의 상징인 종탑(Glockenturm)과 시민시계탑(Uhrturm)은 그라츠 시민들이 보전을 위해 대가를 지불한 후 남겨둘 수 있었다.
이너오스트리아의 대공 카를 2세는 지금의 정신병원 광장에서 20,000권의 개신교 서적을 불태우고 스티리아를 교황청의 권위로 되돌리는데 성공했다. 프란츠 페르디난트 대공은 현재 그라츠의 시립 박물관으로 사용되는 곳에서 태어났다.
1945년 4월 2일 연합군이 그라츠에 대한 가장 강력한 폭격을 가하는 동안 게슈타포와 무장 친위대가 그라츠-베첼스도르프에 있는 친위대 막사에서 저항군, 헝가리계 유태인 강제 노역자, 포로를 상대로 학살을 자행했다.

## 인구
| 연도 | 인구    | ±%     |
| ---- | ------- | ------ |
| 1869 | 98,229  | —      |
| 1880 | 116,770 | +18.9% |
| 1890 | 135,660 | +16.2% |
| 1900 | 168,808 | +24.4% |
| 1910 | 193,790 | +14.8% |
| 1923 | 199,578 | +3.0%  |
| 1934 | 210,845 | +5.6%  |
| 1939 | 208,106 | −1.3%  |
| 1951 | 226,476 | +8.8%  |
| 1961 | 237,080 | +4.7%  |
| 1971 | 249,089 | +5.1%  |
| 1981 | 243,166 | −2.4%  |
| 1991 | 237,810 | −2.2%  |
| 2001 | 226,244 | −4.9%  |
| 2011 | 262,566 | +16.1% |
| 2019 | 292,269 | +11.3% |

## 기후
해양성 기후는 도시에서 발견되는 유형이지만, 0°C 등온선으로 인해 쾨펜의 기후 구분(Cfb/Dfb 경계선)을 기반으로 하는 습윤 대륙성 기후에서도 동일하게 발생한다. 블라디미르 쾨펜 자신이 이 도시에 있었고, 과거의 기후가 대륙 이동설에 어떻게 영향을 미쳤는지 알아보기 위한 연구를 수행했다. 알프스의 남동쪽에 위치하기 때문에 그라츠는 북대서양에서 북서부 및 중부 유럽으로 기상 전선을 가져오는 우세한 서풍으로부터 보호를 받는다. 따라서 그라츠의 날씨는 지중해의 영향을 받아 비엔나나 잘츠부르크보다 일조량이 많고 바람이나 비도 적다. 그라츠는 남쪽으로만 열려 있는 분지에 위치해 있어, 그 위도에서 예상되는 것보다 기후가 더 따뜻하다. 일반적으로 훨씬 더 남쪽으로 자라는 식물이 그라츠에서 발견된다.
- 평균 기온: Graz 공항 8.7°C / Karl-Franzens University 9.4 °C
- 평균 강우량: 818mm, 평균 92일 강우량(Karl Franzens University)
- 평균 일조 시간: 1,989(Karl Franzens University)

| 그라츠의 기후                                                                        | 그라츠의 기후 | 그라츠의 기후 | 그라츠의 기후 | 그라츠의 기후 | 그라츠의 기후 | 그라츠의 기후 | 그라츠의 기후 | 그라츠의 기후 | 그라츠의 기후 | 그라츠의 기후 | 그라츠의 기후 | 그라츠의 기후 | 그라츠의 기후 |
| 월                                                                                   | 1월           | 2월           | 3월           | 4월           | 5월           | 6월           | 7월           | 8월           | 9월           | 10월          | 11월          | 12월          | 연간          |
| ------------------------------------------------------------------------------------ | ------------- | ------------- | ------------- | ------------- | ------------- | ------------- | ------------- | ------------- | ------------- | ------------- | ------------- | ------------- | ------------- |
| 역대 최고 기온 °C (°F)                                                               | 21.0 (69.8)   | 22.8 (73.0)   | 25.1 (77.2)   | 28.8 (83.8)   | 34.1 (93.4)   | 37.2 (99.0)   | 38.1 (100.6)  | 38.1 (100.6)  | 32.0 (89.6)   | 27.2 (81.0)   | 23.0 (73.4)   | 19.2 (66.6)   | 38.1 (100.6)  |
| 일평균 최고 기온 °C (°F)                                                             | 3.9 (39.0)    | 7.7 (45.9)    | 11.6 (52.9)   | 17.2 (63.0)   | 20.8 (69.4)   | 25.0 (77.0)   | 25.9 (78.6)   | 25.4 (77.7)   | 21.2 (70.2)   | 15.3 (59.5)   | 9.2 (48.6)    | 4.0 (39.2)    | 15.6 (60.1)   |
| 일일 평균 기온 °C (°F)                                                               | 0.6 (33.1)    | 2.7 (36.9)    | 6.8 (44.2)    | 11.6 (52.9)   | 15.8 (60.4)   | 19.4 (66.9)   | 21.2 (70.2)   | 20.8 (69.4)   | 16.1 (61.0)   | 11.3 (52.3)   | 6.0 (42.8)    | 1.1 (34.0)    | 11.1 (52.0)   |
| 일평균 최저 기온 °C (°F)                                                             | −2.8 (27.0)   | −1.9 (28.6)   | 1.7 (35.1)    | 6.0 (42.8)    | 9.9 (49.8)    | 13.9 (57.0)   | 15.1 (59.2)   | 14.8 (58.6)   | 11.1 (52.0)   | 6.6 (43.9)    | 2.7 (36.9)    | −1.8 (28.8)   | 6.3 (43.3)    |
| 역대 최저 기온 °C (°F)                                                               | −19.5 (−3.1)  | −19.3 (−2.7)  | −17.2 (1.0)   | −5.5 (22.1)   | −1.3 (29.7)   | 1.4 (34.5)    | 6.3 (43.3)    | 4.9 (40.8)    | 0.8 (33.4)    | −6.4 (20.5)   | −10.8 (12.6)  | −18.3 (−0.9)  | −19.5 (−3.1)  |
| 평균 강수량 mm (인치)                                                                | 19.8 (0.78)   | 28.9 (1.14)   | 34.6 (1.36)   | 51.6 (2.03)   | 93.2 (3.67)   | 121.3 (4.78)  | 124.1 (4.89)  | 128.7 (5.07)  | 93.8 (3.69)   | 63.8 (2.51)   | 54.4 (2.14)   | 40.0 (1.57)   | 854.2 (33.63) |
| 평균 강설량 cm (인치)                                                                | 9.1 (3.6)     | 12.4 (4.9)    | 5.2 (2.0)     | 0.5 (0.2)     | 0.0 (0.0)     | 0.0 (0.0)     | 0.0 (0.0)     | 0.0 (0.0)     | 0.0 (0.0)     | 0.3 (0.1)     | 4.7 (1.9)     | 13.1 (5.2)    | 45.3 (17.8)   |
| 평균 강수일수 (≥ 1.0 mm)                                                             | 4.3           | 4.4           | 5.6           | 7.7           | 10.6          | 11.5          | 10.6          | 9.9           | 8.7           | 7.3           | 7.0           | 5.3           | 92.9          |
| 평균 강설일수 (≥ 1.0 cm)                                                             | 11.5          | 7.8           | 3.5           | 0.3           | 0.0           | 0.0           | 0.0           | 0.0           | 0.0           | 0.1           | 1.6           | 7.5           | 32.3          |
| 평균 상대 습도 (%) (14:00)                                                           | 68.7          | 59.1          | 53.0          | 49.6          | 53.0          | 54.5          | 53.4          | 55.2          | 58.1          | 63.0          | 70.8          | 73.1          | 59.3          |
| 평균 월간 일조시간                                                                   | 102.1         | 128.6         | 169.2         | 193.1         | 227.0         | 238.1         | 253.4         | 242.8         | 188.0         | 149.7         | 89.1          | 87.3          | 2,068.4       |
| 가능 일조율                                                                          | 40.3          | 49.2          | 48.3          | 50.0          | 50.9          | 52.5          | 55.5          | 58.5          | 52.7          | 48.7          | 35.1          | 35.8          | 48.1          |
| 출처: 오스트리아 중앙기상지구역학연구소 (평년값: 1991년~2020년, 극값: 1961년~2020년) |               |               |               |               |               |               |               |               |               |               |               |               |               |

## 주요 관광지
그라츠 도심에는 현대적인 건물들이 남아 있다. 가장 유명한 곳은 "피터 쿡"과 "콜린 퍼니어"가 디자인 한 쿤스트하우스(현대 예술 전시관)와 무어강에 자리잡은 인공섬 "무어인젤"이다. 미국의 유명 건축가인 "비토 아콘치"가 설계했고 내부에는 카페와 야외 극장, 놀이터가 있다.

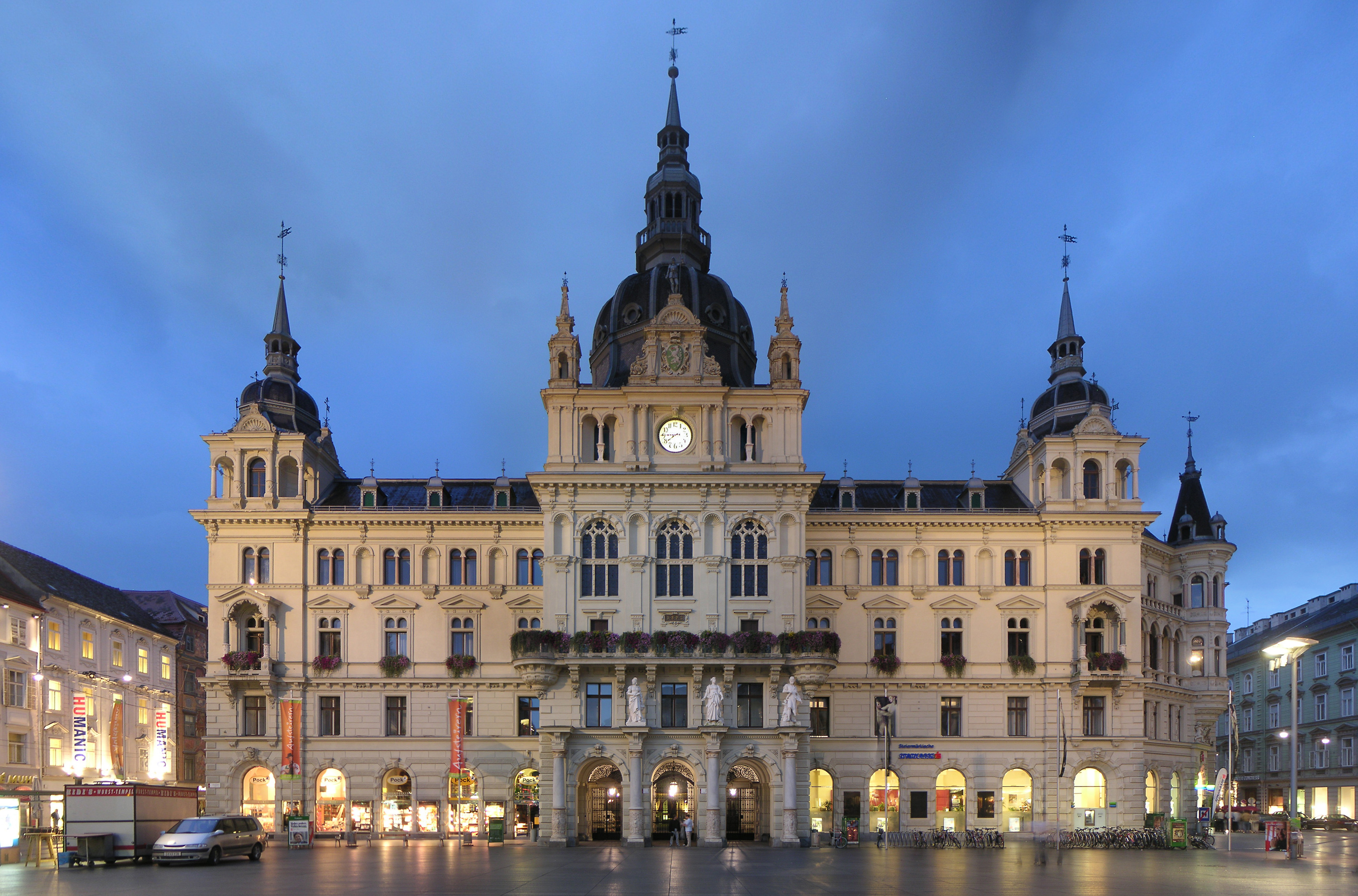
그라츠 시청

그라츠의 구 시가지는 1999년 유네스코 세계문화유산에 등재되었다. 중부 유럽과 이탈리아, 발칸 제국의 경계에 인접한 만큼 다양한 영향을 받아 지금의 특별한 도시 풍경이 탄생하게 되었다. 현재 구 시가지에는 고딕 양식에서부터 현대에 이르기까지의 1000여개가 넘는 건물들이 도시의 장관을 만들고 있다.
- 시청
- 슐로스베르크 언덕 (475m의 언덕으로 푸니쿨라를 타고 올라가 시의 전경을 감상할 수 있다.)
- 시계탑 (그라츠의 상징으로 슐로스베르크의 정상에 위치.)
- 누 갤러리 (예술 박물관.)
- 중세 무기 박물관 (세계에서 가장 큰 무기고이다.)
- 오페라 하우스 (오스트리아에서 두 번째로 큰 오페라 하우스이다.)
- 국립극장
- 그라츠 대성당
- 쿤스트하우스
- 무어인젤 (인공섬)
- 란트하우스 (주 의회 건물. 오스트리아에서 가장 중요한 르네상스 건축물 중 하나로 1557년 경 이탈리아 건축가 도메니코 델랄리오가 건설했다.)

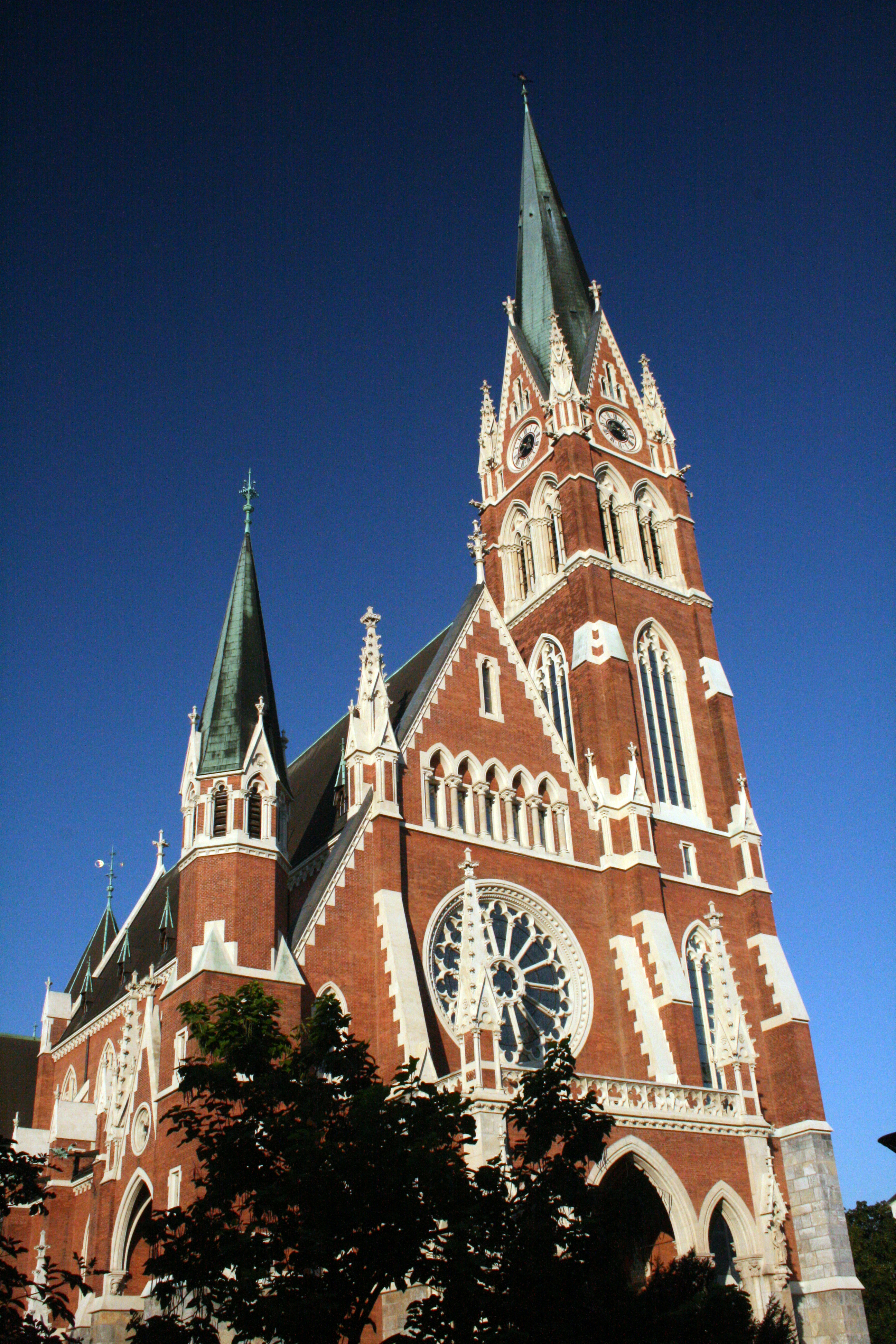
예수 성심 교회

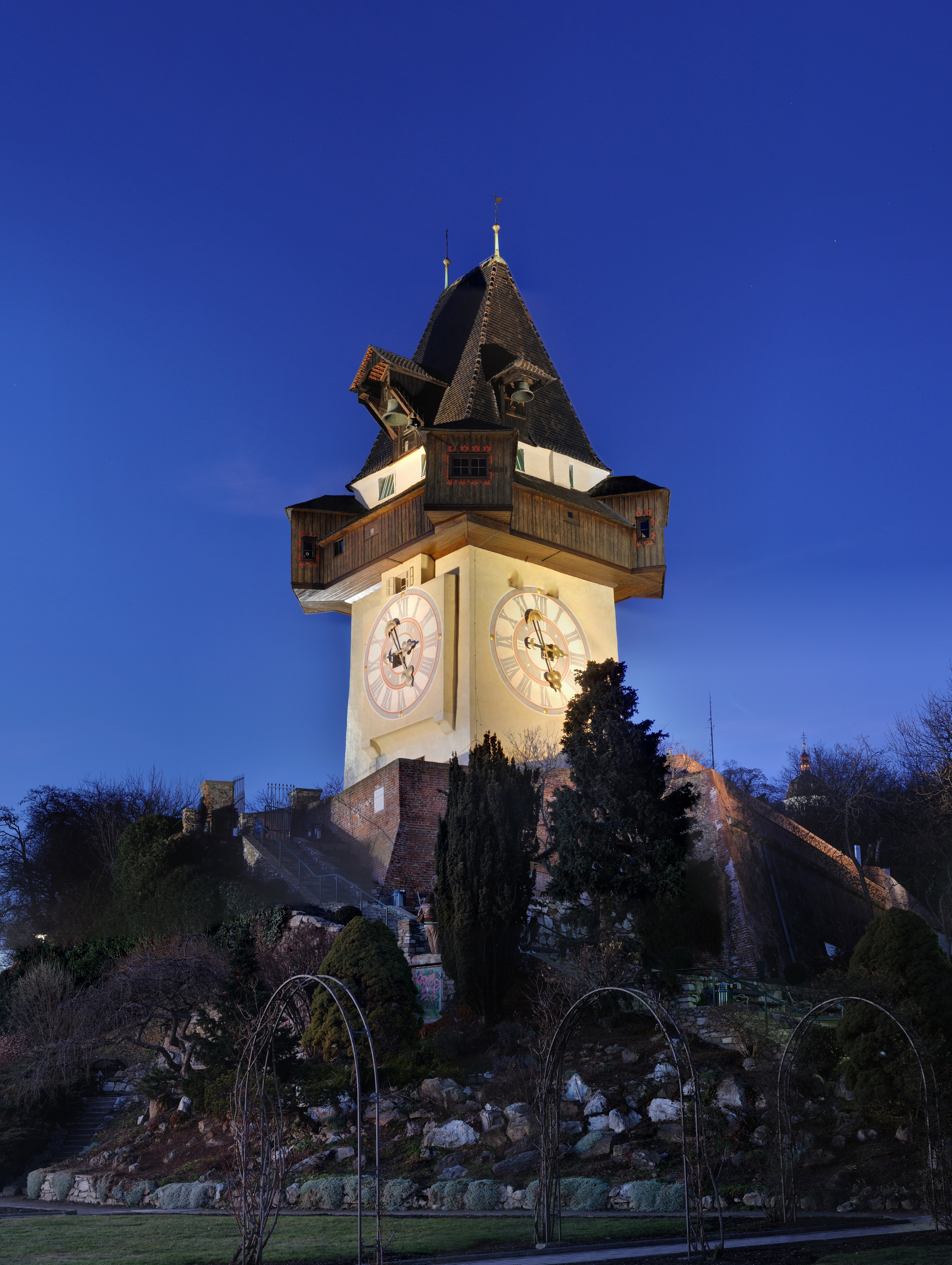
시계탑

- 에겐베르크 성 (그라츠 서쪽 끝에 위치, 바로크 양식의 성으로 2010년 "그라츠 역사지구와 에겐베르크 성"으로 유네스코 세계문화유산에 등재되었다.)
- 바질리카 마리아트로스트 (그라츠 동쪽 끝에 위치한 후기 바로크 양식의 교회)
- 예수 성심 교회 (독일명:The Herz Jesu Kirche, 그라츠에서 가장 큰 교회로 오스트리아에선 세 번째로 가장 높은 첨탑이 있다.

## 자매 도시
- 영국 코번트리 (1948년)
- 미국 몽트클레어 (1950년)
- 네덜란드 흐로닝언 (1965년)
- 독일 다름슈타트 (1968년)
- 노르웨이 트론헤임 (1968년)
- 크로아티아 풀라 (1972년)
- 이탈리아 트리에스테 (1973년)
- 슬로베니아 마리보르 (1987년)
- 헝가리 페치 (1989년)
- 크로아티아 두브로브니크 (1994년)
- 러시아 상트페테르부르크 (2001년)
- 슬로베니아 류블랴나 (2001년)
- 팔레스타인 자치 정부 Zababdeh (2007년)

## 교통
광범위한 대중 교통망을 통해 그라츠는 차 없이도 쉽게 이동할 수 있는 도시이다. 이 도시에는 8개 노선으로 구성된 그라츠 트램 네트워크를 보완하는 포괄적인 버스 네트워크가 있다. 4개의 노선이 그라츠 중앙역의 지하 트램 정류장을 지나 시내 중심가까지 이어진다. 또한 주말과 공휴일 전날 저녁에만 운행하는 7개의 야간 버스 노선이 있다.
강삭철도인 슐로스베르그반(Schlossbergbahn)과 수직 리프트인 슐로스베르크 리프트는 도심과 슐로스베르크를 연결한다.
중앙역에서 지역 열차가 대부분의 슈티리아 지역으로 연결된다. 비엔나, 잘츠부르크, 인스부르크, 슬로베니아의 마리보르, 류블랴나, 크로아티아의 자그레브, 헝가리의 부다페스트, 체코의 프라하와 브르노, 스위스의 취리히, 독일 프랑크푸르트, 뮌헨, 슈투트가르트, 하이델베르크 등 인근 독일의 주요 도시에 직행 열차가 운행한다. 비엔나로 가는 기차는 매시간 출발한다. 최근 몇 년 동안 도시 경계와 교외에 있는 많은 기차역이 재건되거나, 현대화되었으며, 현재 도시와 교외 지역 및 인근 마을을 연결하는 통근 열차 서비스인 그라츠 S-반의 일부가 되었다.
그라츠 공항은 도심에서 남쪽으로 약 10km 떨어져 있으며, 버스, 철도, 택시 및 자동차로 갈 수 있다. 직항 노선에는 암스테르담, 베를린, 뒤셀도르프, 프랑크푸르트, 뮌헨, 슈투트가르트, 이스탄불, 비엔나 및 취리히가 포함된다. 2021년 그라츠에 복선 지하철 시스템이 제안되었으며, 그라츠는 비엔나 다음으로 빠른 교통 시스템을 갖춘 오스트리아의 두 번째 도시가 될 계획을 세우고 있다.

## 출신 인물
- 로만 폰 웅게른슈테른베르크

## 갤러리

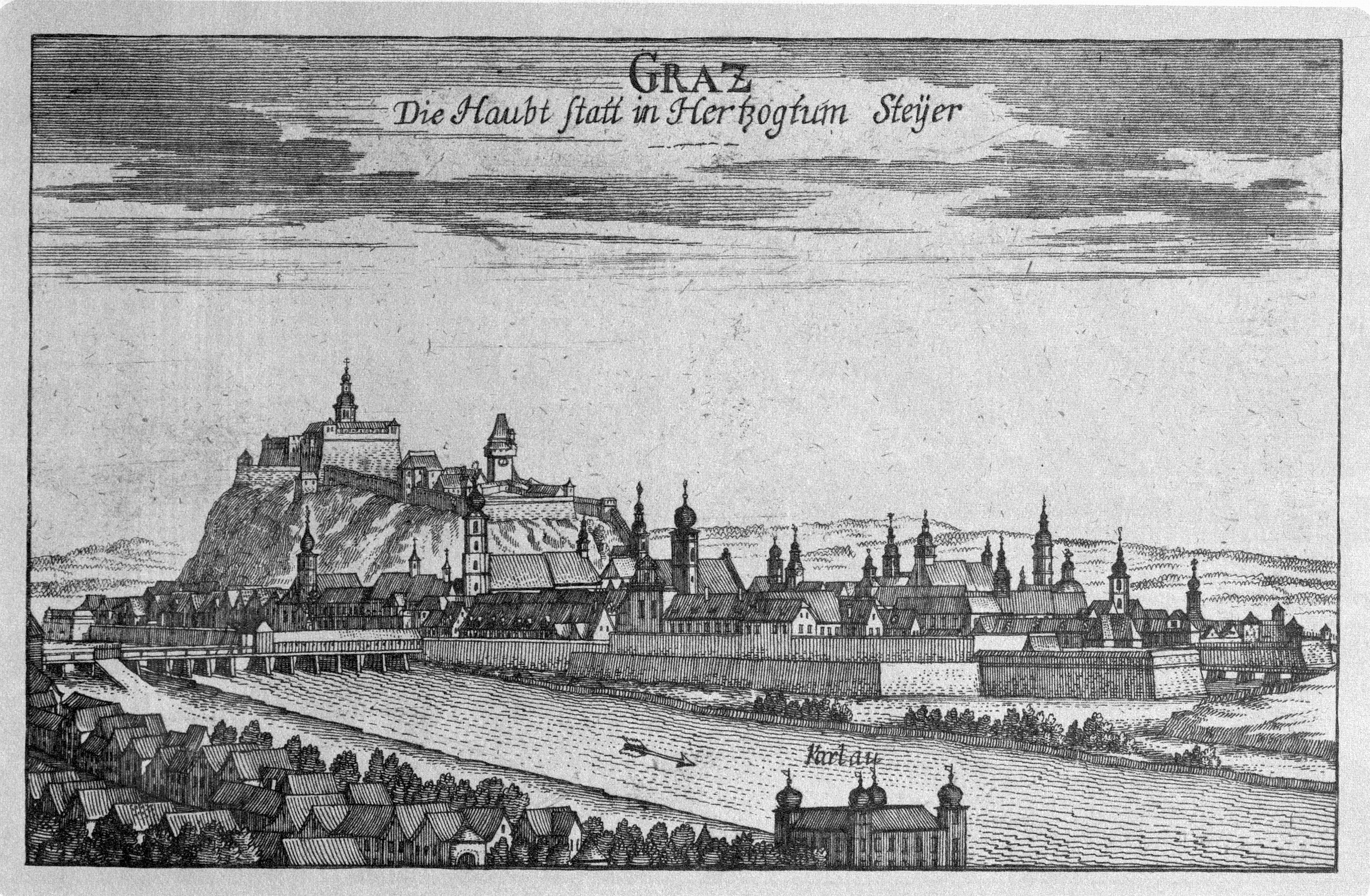
무어강과 슐로스베르크 1600년대
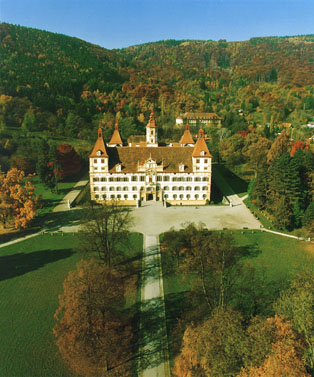
에겐베르크성
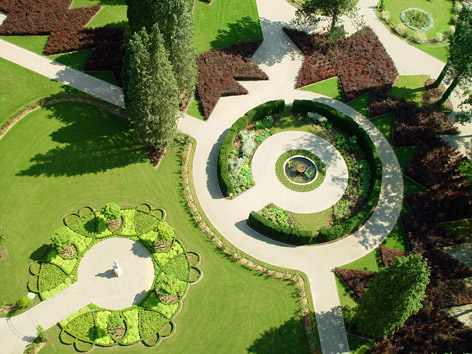
에겐베르크성의 정원
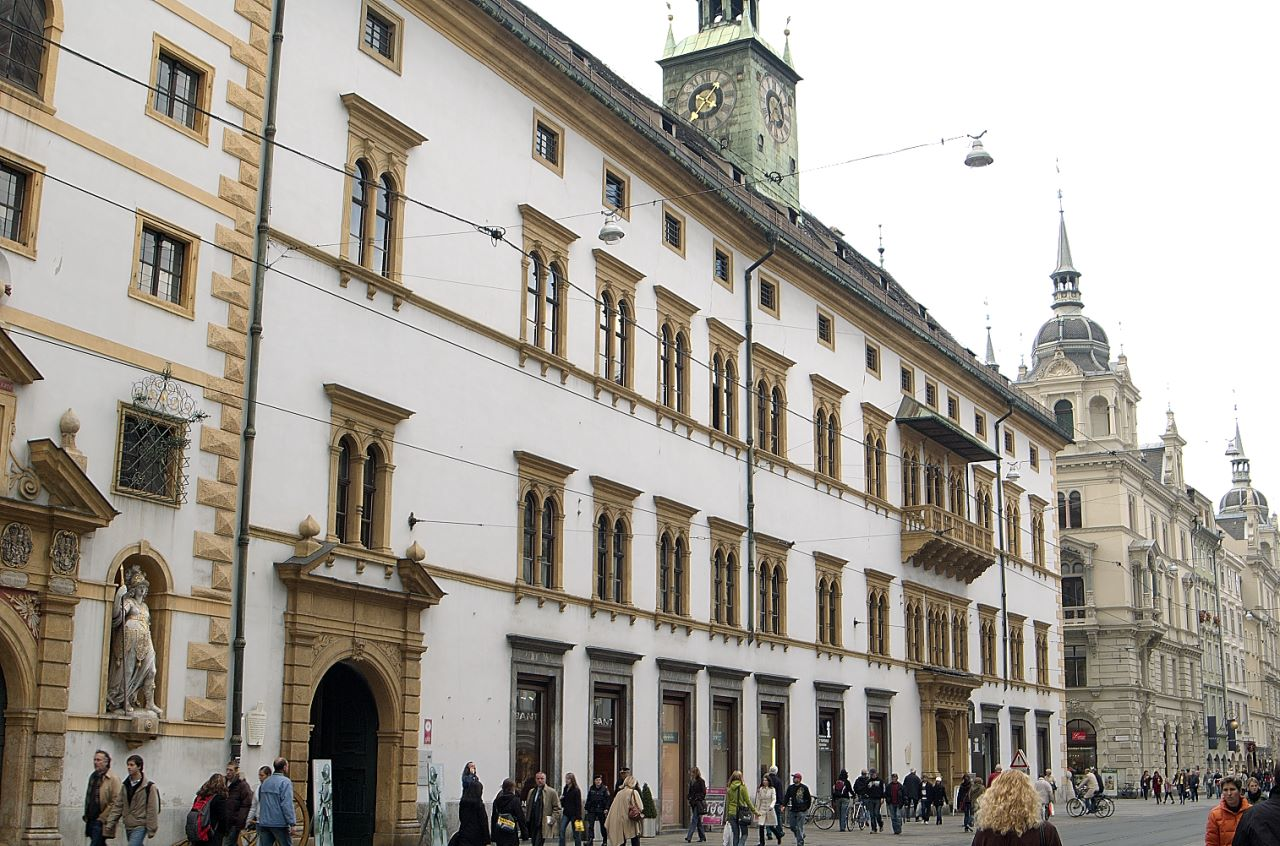
무기 박물관
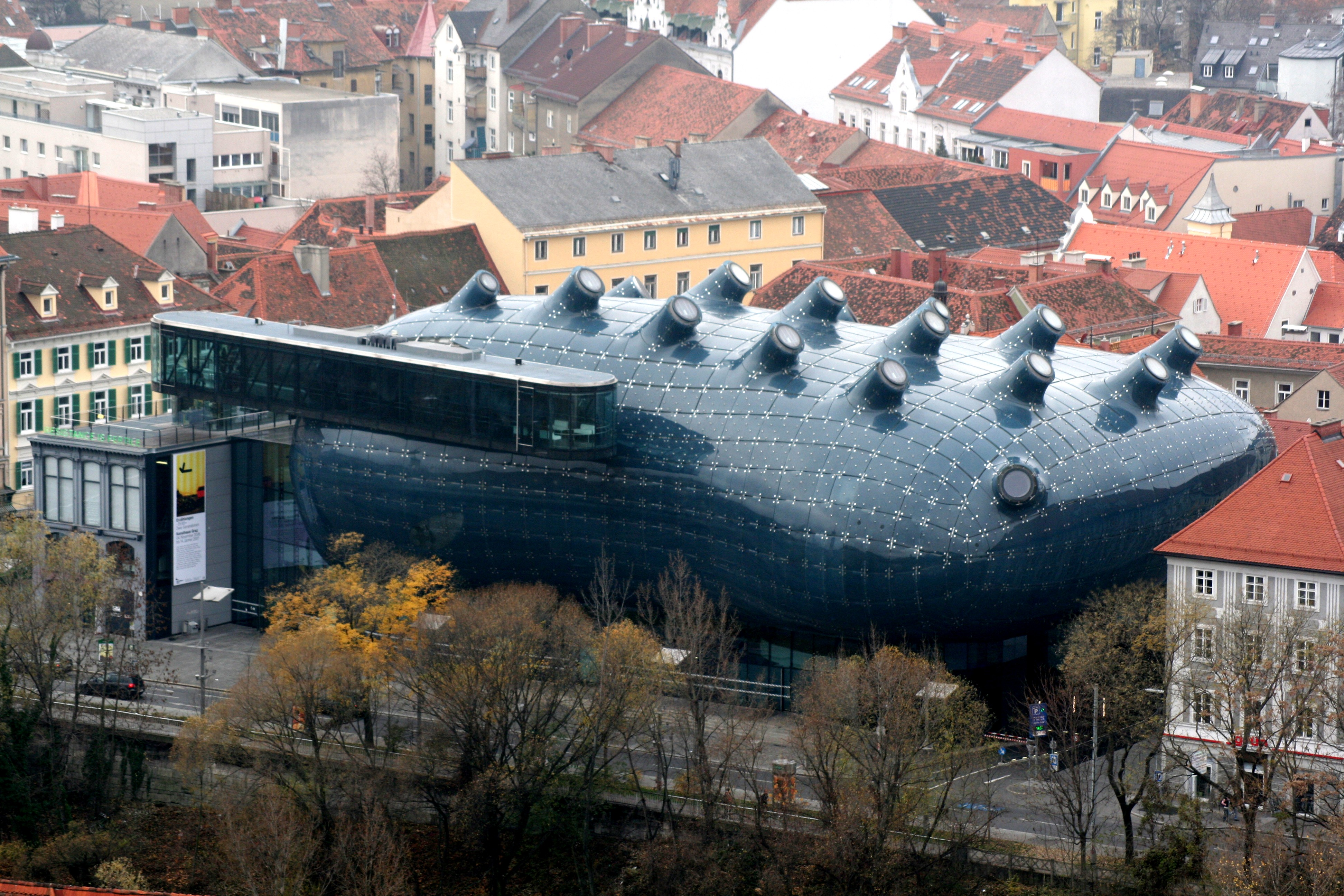
쿤스트하우스
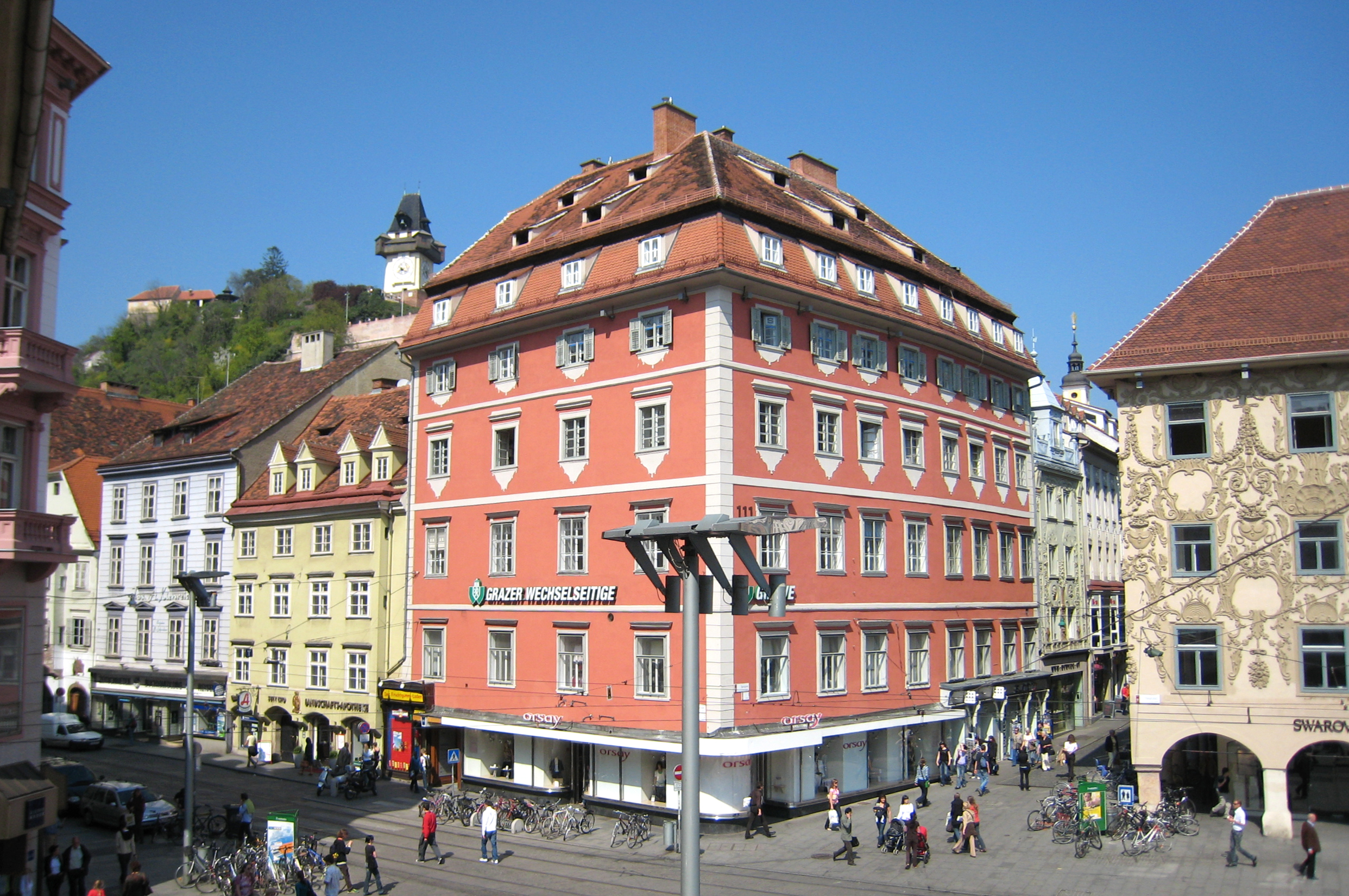
그라츠 시내 1
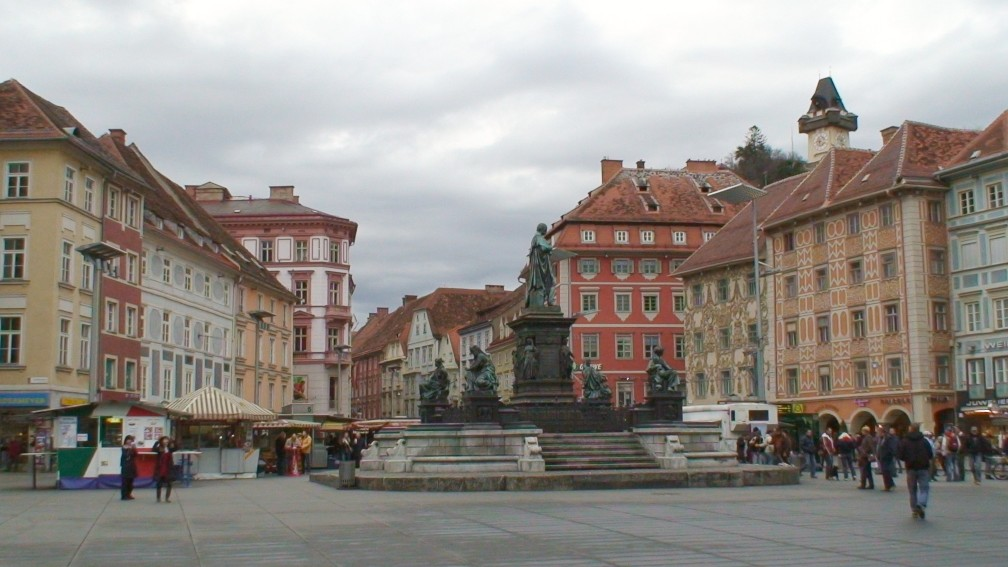
그라츠 시내 2
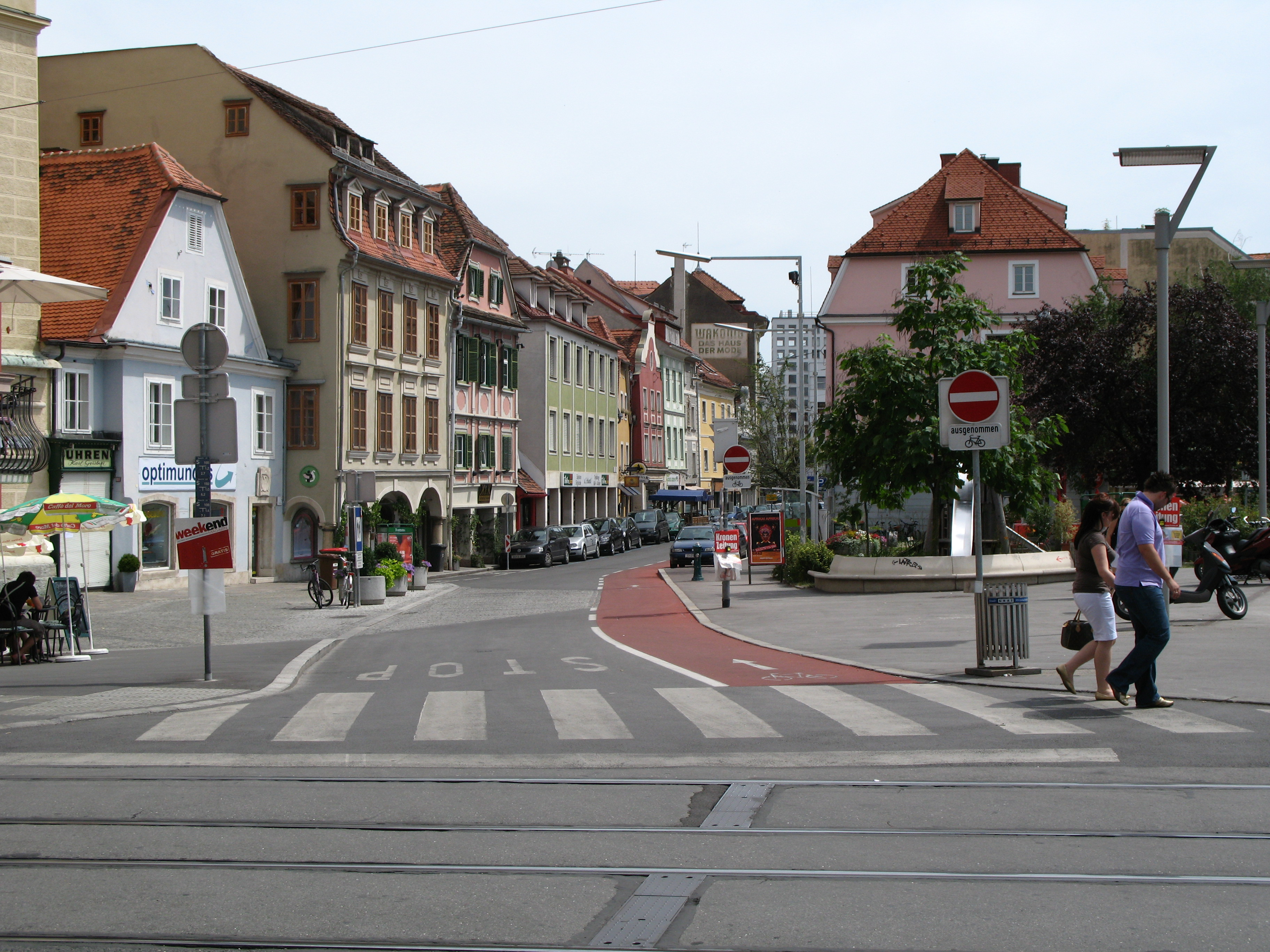
그라츠 시내 3

## 같이 보기
- 오스트리아의 세계유산